# أميناتا توريه (سياسية ألمانية)
أميناتا توريه (مواليد 15 نوفمبر 1992) هي سياسية ألمانية من أصل مالي عضوة في تحالف 90/الخضر تشغل حالياً منصب وزيرة الشئون الاجتماعية في ولاية شلسفيغ هولشتاين.